# Bruno Zimmermann
Bruno Zimmermann (* 19. Mai 1995 in Neubrandenburg) ist ein deutscher Handballspieler. Er ist der Sohn von Michael Zimmermann und Katrin Krabbe.

## Karriere
Zimmermann begann das Handballspielen in seiner Heimatstadt beim SV Fortuna ’50 Neubrandenburg. Mit 13 Jahren wechselte er zum SC Magdeburg. Mit der A-Jugend vom SCM stand Zimmermann in der Saison 2012/13 im Finale um die Deutsche Meisterschaft, welches von den Füchsen Berlin gewonnen wurde. Seit der Saison 2013/14 gehört er dem Kader der 2. Mannschaft des SC Magdeburg an, für den er in der 3. Liga auf Torejagd geht. In der Spielzeit 2014/15 feierte der Rückraumspieler mit der 2. Mannschaft den Staffelsieg der 3. Liga Ost. In derselben Saison bestritt Zimmermann am 33. Spieltag sein Bundesliga-Debüt gegen GWD Minden. In der Saison 2015/16 gehörte er dem erweiterten Kader der Bundesligamannschaft des SCM an. Ab der Saison 2016/17 stand er beim Zweitligisten VfL Bad Schwartau (seit Juli 2017 VfL Lübeck-Schwartau) unter Vertrag. Im Oktober 2017 wechselte er zum Ligakonkurrenten Dessau-Roßlauer HV.  In der Saison 2019/20 lief er für den Drittligisten HC Rhein Vikings auf. Anschließend kehrte er zum SV Fortuna ’50 Neubrandenburg zurück.